# Drombus halei
 Drombus halei es una especie de peces de la familia de los Gobiidae en el orden de los Perciformes.

## Hábitat
Es un pez de Mar, de clima tropical y demersal. 

## Distribución geográfica
Se encuentra en el Pacífico occidental central